# 夕陽のギャングたち
『夕陽のギャングたち』（伊題：Giù la testa、英題：Duck, You Sucker）は、1971年製作のイタリア・スペイン・アメリカ合作の映画。監督はセルジオ・レオーネ。本作品と同じくレオーネの監督作品である『ウエスタン（ワンス・アポン・ア・タイム・イン・ザ・ウェスト）』と『ワンス・アポン・ア・タイム・イン・アメリカ』を併せて、前期の「ドル箱三部作」と対比して「ワンス・アポン・ア・タイム三部作」と呼ぶこともある。
メキシコ革命中の1913年を舞台に、フランシスコ・イグナシオ・マデロ、パンチョ・ビジャ、エミリアーノ・サパタ、ヴィクトリアーノ・ウエルタに言及、ウエルタによるマデロ暗殺後、ビジャとサパタ率いるゲリラが新独裁者を殺害しようとしていた時期に設定されている。

## 概要
レオーネは『夕陽のギャングたち』の製作に最初から深く関わってきたが、あくまで脚本の執筆など裏方の仕事のみに徹し、自身で監督するつもりはなかったとされる。当初レオーネは本作品の監督としてピーター・ボグダノヴィッチや、レオーネ作品で長く助監督を務めてきたジャンカルロ・サンティを考えていたが、主演のロッド・スタイガーとジェームズ・コバーンがレオーネが監督しない限り降板すると言い張ったため、止む無くレオーネ本人が監督することになった。
配役の混乱、監督の変更など多くの困難を乗り越えて完成した『夕陽のギャングたち』だが、これまでの「ドル箱三部作」や前作の『ウエスタン』と比べて本作品は興行的には失敗、以後レオーネは次の監督作品で遺作でもある『ワンス・アポン・ア・タイム・イン・アメリカ』（1984年公開）まで10年以上に渡り雌伏することになる。
公開当時からしばしばレオーネの他の監督作品に埋もれがちで、省みられることの少なかった本作品だが、じりじりと人気を高め、仲間を売るという〝裏切り〟がカギを握っている内容や、男同士の友情を描いた本作のファンは増え続けた。そしてDVDが発売されたのちは高評価の声が多くを占めている。『素晴らしき哉、人生！』、『捜索者』と同じように、封切り後、幾分経ってからの名作映画、といえよう。
ジェームズ・コバーンの吹き替え声優第一人者、小林清志も、コバーン映画では本作が一番好きだと公言している。

## ストーリー
時は1913年頃。アメリカでは西部開拓期は過ぎ、ギャングが横行する時代になる以前。舞台は革命の混乱の最中にあるメキシコ。山賊一家の頭目フアン・ミランダと元IRAの闘士であるジョン・マロリーが出会うところから物語は始まる…。
フアン(ロッド・スタイガー)一味は、我が子も含む総動員で襲った駅馬車の差別主義な乗客全員から、金品はもちろん、着ている服まで剥ぎ取り、悦に入っていた。その傍らで、大きな爆発音と高く舞い上がる砂埃をしかと認める。フアンはしばし立ちすくんだ。その後、オートバイに乗った一人の男が眼前を通り過ぎていこうとし、フアンは直観的にタイヤへ向け発砲し、力ずくで静止させた。その男こそ、のちに運命(宿命)を共にすることになる、懸賞金付き革命家ジョン・マロリー(ジェームズ・コバーン)であった。
爆発物のエキスパートであるジョンを仲間に引き入れて、かねてからの夢だったメサ・ヴェルデの国立銀行を襲撃しようと企てるフアン。フアンは常に十字架のペンダントを首から下げている。不敬でも、マリア像と一緒に祀っているのはその銀行の絵図であった。だが一味の一人は、ダイナマイトさえあればジョンはいらぬといい、自分で試しに木に向かって着火し投げようとしたが〝導火線が短い〟もので、奴さんは無惨にも爆破と共に散り、宙からドーナツ型に焼けた麦わら帽子が降ってきた。当初、泥棒稼業のフアンをてんで相手にしていなかったジョンだが、革命計画を成就する手立てとして、フアンの計画に協力する〝ふり〟をする。ちなみにフアンはスペイン語、ジョンは英語で、双方同じ名前だということにフアンは嬉々とし、まさに運命的なものを感じる。ジョンの助力を得て意気揚々と銀行を襲撃するフアンとその一味だが、そこの金庫には現金の代わりに、現政権に反抗する政治犯が大勢収容されていた。目当ての大銀行はとっくに別の街へ移っていたのだ。ジョンに騙され、結果的には収容されていた人たちを解き放ち、心ならずも革命の英雄となってしまったフアン。が、これを契機に、ジョンとともに革命の渦に巻き込まれ、のち、大き過ぎる代償も背負うことになってしまった。
一方、ジョンにも、決して忘れることのできない過去があった。印象的な音楽が流れる〝記憶〟の中で戯れる二人の男と一人の女。友情か、それとも、言わば三角関係というやつなのか。過去の自分がとったある行いは、たった一度きりの〝裁き〟である。だが本音は、もしかしたら男の嫉妬心かもしれない…。呵責と懺悔の念に苛まれ続けるジョンは、争いの最中、またもしばしば思い出してしまうのだった…。

## キャスト
| 役名                 | 俳優                   | 日本語吹替                                      | 日本語吹替             |
| 役名                 | 俳優                   | TBS版                                           | ソフト版               |
| -------------------- | ---------------------- | ----------------------------------------------- | ---------------------- |
| ファン・ミランダ     | ロッド・スタイガー     | 富田耕生                                        | 富田耕生               |
| ジョン・マロリー     | ジェームズ・コバーン   | 小林清志                                        | 小林清志               |
| ビィエガ医師         | ロモロ・ヴァリ         | 大木民夫                                        | 大木民夫               |
| ルイス大佐           | アントワーヌ・ドミンゴ | 若本規夫                                        | 若本規夫               |
| チュロ               |                        | 松田辰也                                        | 渡辺美佐               |
| ハイメ               | フランコ・グラジオーシ | 寺島幹夫                                        | 後藤哲夫               |
| ニーノ               |                        | 槐柳二                                          | 広瀬正志               |
| ファンの息子         |                        | 小出和明                                        | 星野充昭               |
| 神父                 |                        |                                                 | 中博史                 |
| ナポレオン           |                        | 黒部鉄                                          | 樫井笙人               |
| 子分                 |                        | 広瀬正志                                        | 宝亀克寿               |
| サンテルナ将軍       | リック・バッタリア     | 藤本譲                                          | 千田光男               |
| アデリータ           | マリア・モンティ       |                                                 | 渡辺美佐               |
| 馬車護衛             |                        |                                                 | 宝亀克寿               |
| 日本語版制作スタッフ |                        |                                                 |                        |
| 演出                 |                        |                                                 | 伊達康将               |
| 翻訳                 | 水谷美津夫（字幕翻訳） |                                                 | 平田勝茂               |
| 録音                 |                        |                                                 | 東北新社スタジオ       |
| 調整                 |                        |                                                 | 東北新社スタジオ       |
| 協力                 |                        |                                                 | 株式会社スティングレイ |
| 制作                 |                        |                                                 | 東北新社               |
| 初回放送 製作年      |                        | 1977年10月31日 21:02-22:55 『月曜ロードショー』 | 2002年製作             |

※スティングレイから発売されたDVDには当初TBS版の吹替音声を収録する予定だったが、音声素材が再放送用に約70分までカットされた物しか現存しておらず（映画が始まった途端にダイナマイトが爆発して、ジェームズ・コバーンがいきなりバイクに乗って出てくるという編集がされている）カット部分の追加録音をしても新録部分の方が長くなるという事態が発生するため、主要キャラクター4名にTBS版と同じ声優を起用して新たに吹替版が制作された。20世紀フォックス ホーム エンターテイメントから発売されたDVD・Blu-rayにも完全版に合わせて再編集した同バージョンが収録されている。

## 音楽
- サウンドトラック - エンニオ・モリコーネ作曲、アルバムは1972年に米国で発売された。

## タイトルについて
本作品は多くの異称があることでも知られる。当初レオーネは『Once Upon a Time... the Revolution』というタイトルを考えていたが、ベルナルド・ベルトルッチの『革命前夜』（英題：Before the Revolution）と紛らわしかったため断念した。次にレオーネは映画中でしばしば使われる台詞である『Duck, You Sucker』にタイトルを変更するように主張した。レオーネ本人はこの台詞をアメリカで頻繁に使われる言い回しだと（アメリカ人俳優のジェームズ・コバーンとロッド・スタイガーがそのような言い回しを聞いたことがないと反対したにもかかわらず）思い込んでいたと言われている。本作品の興行収入が冴えなかったのは、映画の重厚な雰囲気にそぐわないこの軽薄なタイトルの所為だったとも指摘されている。映画公開数ヵ月後に、低調な興行成績を危惧した製作会社によって、ジェームズ・コバーンの演じる革命家が爆発物のプロであることから『A Fistful of Dynamite』にタイトルを再変更された。映画公開後のタイトル変更という異例の事態を迎えた『夕陽のギャングたち』だが、元々イギリスでは『A Fistful of Dynamite』のタイトルで公開されていたため、当初の予想よりも混乱は少なかったという。
現在北米でリリースされているDVDでは『Duck, You Sucker』と『A Fistful of Dynamite』の両方が併記されている。

## トリビア
- レオーネは当初イーライ・ウォラックにフアン・ミランダ役のオファーを出したが、ウォラックは既に他の作品に関わっていたので辞退、止む無くロッド・スタイガーがフアン・ミランダを演じることになった。ウォラックはその後翻意しレオーネに出演する意思が有ることを伝えたが、既にスタイガーがオファーを受けた後であり、またスタジオもより知名度のあるスタイガーを望んだため結局ウォラックは出演できなかった[8]。

- 制作サイドは当初ジョン・マロリー役にクリント・イーストウッドかジェイソン・ロバーズ、または若手のマルコム・マグダウェルを考えていたといわれる。だがスター俳優を起用したいというレオーネの意向でジェームズ・コバーンがオファーされた。

- ジョン・マロリー役のオファーを出されたものの、出演に気が進まなかったジェームズ・コバーンを、彼の友人でありかつてレオーネ作品に出演したことのあるヘンリー・フォンダが説得した。

- レオーネとコバーンはうまくいったが、一方スタイガーは何度もレオーネと撮影方法をめぐって口論になってしまい、何十テイクも撮らせるレオーネのやり方に辟易し途中でホテルに帰ったこともあった。

- 洞穴での虐殺シーンなど、かつて実際に起こった痛ましい事件(ナチスによる迫害)や出来事をメッセージとして含めている。

- エンニオ・モリコーネがレオーネ作品に提供した音楽で、初めて歌詞が取り入れられた(アイルランドではジョンがショーン)。そのアイディアはレオーネの妻による提案である。

- 舞台が1913年にも関わらず、劇中でコバーン演じるジョンがMG42を使用して銃撃する場面がある（1913年当時ではMG42は製造はおろか開発すらされていない）。なお、その横にいたフアンが使っていた機関銃はMG08である。

- スタイガーとコバーンは、同じ2002年に永眠した。